# Lagrezia boivinii
Lagrezia boivinii är en amarantväxtart som först beskrevs av George Bentham och Joseph Dalton Hooker, och fick sitt nu gällande namn av Schinz. Lagrezia boivinii ingår i släktet Lagrezia och familjen amarantväxter. Inga underarter finns listade i Catalogue of Life.